# Apure (stát)
Apure je jeden ze 23 států Venezuely na jihozápadě země. Hlavní město se jmenuje San Fernando de Apure. Před jeho vznikem v roce 1901 bylo jeho území součástí států Barinas a Mérida a města Maracaibo. Tvoří asi 8 % rozlohy Venezuely a je tak třetím největším venezuelským státem. V roce 2011 zde žilo asi 459 tisíc obyvatel. 